# Melanerpes carolinus
Il picchio della Carolina (Melanerpes carolinus Linnaeus, 1758) è un uccello appartenente alla famiglia Picidae diffuso in America settentrionale.

## Descrizione

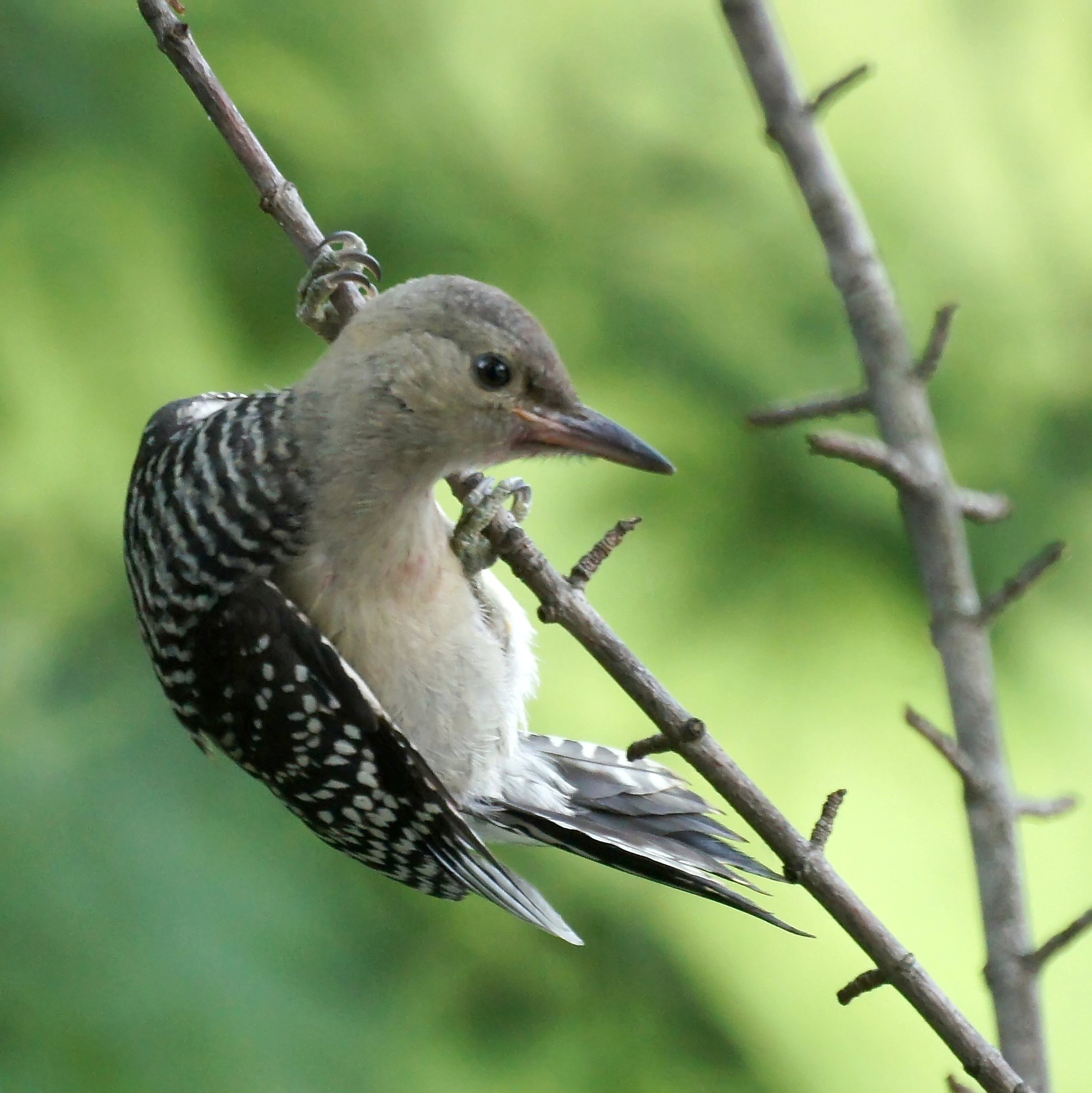
Esemplare giovanile di M. carolinus

Il picchio della Carolina misura 24 cm di lunghezza. Sul dorso ha una caratteristica barratura bianca e nera; sono presenti barre degli stessi colori anche sulla coda. Quando l'uccello è in volo sono visibili il groppone e una barra alare bianchi. Gola e ventre sono biancastri, ma su quest'ultimo è presente anche una sfumatura rossa. La caratteristica più evidente è il capo, di un color rosso vivo, assente nei giovani. La specie presenta un leggero dimorfismo sessuale: nel maschio, infatti, la parte rossa si estende fino a tutta la fronte, mentre nella femmina la fronte ha la stessa colorazione del petto e della gola. Le zampe sono rivolte all'infuori.

## Biologia

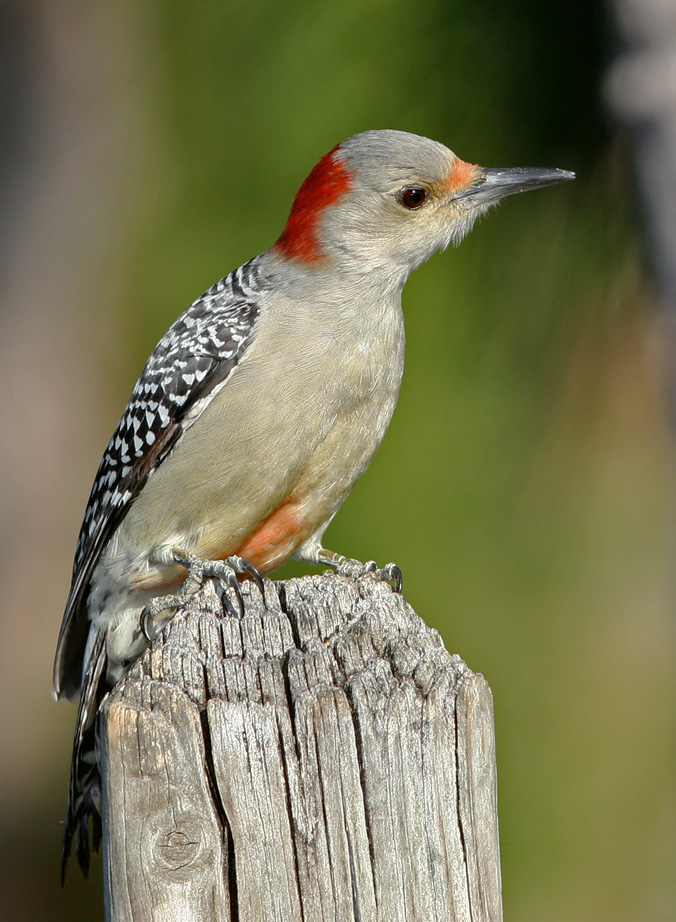
Esemplare femminile di M. carolinus

La specie è prevalentemente insettivora ma non disdegna i semi. Si alimenta cacciando insetti che trova nel legno morto. I calami induriti delle penne della coda e la loro forma affusolata aiutano questo picchio nel frantumare il legno marcescente. Non è raro vedere questi uccelli alimentarsi alle mangiatoie appese in parchi e giardini, specialmente in inverno quando il cibo è più scarso. Solitamente la specie vive in coppia anche se i gruppi familiari restano uniti brevemente anche dopo che la prole diventa autonoma. Il nido è una cavità non foderata nel tronco di un albero.

## Distribuzione e habitat
La specie è diffusa nella parte orientale del Nordamerica. Le popolazioni più settentrionali svernano nelle zone meridionali dell'areale; questo fa del picchio della Carolina un migratore parziale.